# Éliminatoires du Championnat d'Europe de football espoirs 2013 - Groupe 1
Cet article donne les résultats des matchs du groupe 1 des éliminatoires du Championnat d'Europe de football espoirs 2013.

## Classement
| Rang | Équipe             | Pts | J  | G | N | P | Bp | Bc | Diff |  | Résultats (▼ dom., ► ext.) |     |     |     |     |     |     |
| ---- | ------------------ | --- | -- | - | - | - | -- | -- | ---- |  | -------------------------- | --- | --- | --- | --- | --- | --- |
| 1    | Allemagne          | 28  | 10 | 9 | 1 | 0 | 39 | 9  | +30  |  | Allemagne                  |     | 3-0 | 1-0 | 3-0 | 4-1 | 7-0 |
| 2    | Bosnie-Herzégovine | 20  | 10 | 6 | 2 | 2 | 25 | 12 | +13  |  | Bosnie-Herzégovine         | 4-4 |     | 4-0 | 3-0 | 5-1 | 3-1 |
| 3    | Grèce              | 13  | 10 | 4 | 1 | 5 | 14 | 15 | -1   |  | Grèce                      | 4-5 | 0-1 |     | 2-3 | 1-0 | 2-0 |
| 4    | Biélorussie        | 13  | 10 | 4 | 1 | 5 | 10 | 17 | -7   |  | Biélorussie                | 0-1 | 1-1 | 1-3 |     | 0-3 | 1-0 |
| 5    | Chypre             | 12  | 10 | 4 | 0 | 6 | 16 | 20 | -4   |  | Chypre                     | 0-3 | 2-1 | 0-2 | 1-3 |     | 6-0 |
| 6    | Saint-Marin        | 1   | 10 | 0 | 1 | 9 | 2  | 34 | -32  |  | Saint-Marin                | 0-8 | 0-3 | 0-0 | 0-2 | 1-2 |     |

## Résultats et calendrier
| 29 mars 2011 | Chypre                                                                                                   | 6-0 | Saint-Marin | GSP Stadium (Nicosie)             |                                   |
| 15h00        | 6e Charalambos Dimosthenous · 28e Stelios Demetriou · 53e 76e 85e Markos Michail · 70e Valentinos Sielis |     |             | Arbitrage : Davit Kharitonashvili | Arbitrage : Davit Kharitonashvili |
| 15h00        | (Rapport)                                                                                                |     |             | Arbitrage : Davit Kharitonashvili | Arbitrage : Davit Kharitonashvili |

| 1er juin 2011 | Saint-Marin | 0-3 | Bosnie-Herzégovine                                | Stadio Olimpico (Serravalle) |                       |
| 20h30         |             |     | 18e Nemanja Bilbija · 38e 74e Miroslav Stevanović | Arbitrage : Eiko Saar        | Arbitrage : Eiko Saar |
| 20h30         | (Rapport)   |     |                                                   | Arbitrage : Eiko Saar        | Arbitrage : Eiko Saar |

| 9 août 2011 | Allemagne                                                    | 4-1 | Chypre             | Wildparkstadion (Karlsruhe) |                           |
| 20h15       | Lewis Holtby 9e 36e · Daniel Didavi 66e · Julian Draxler 75e |     | 39e Nestor Mytidis | Arbitrage : Antti Munukka   | Arbitrage : Antti Munukka |
| 20h15       | (Rapport)                                                    |     |                    | Arbitrage : Antti Munukka   | Arbitrage : Antti Munukka |

| 10 août 2011 | Grèce                                                | 2-3 | Biélorussie                                              | Zssimades (Ioannina)     |                          |
| 18h30        | Giannis Potouridis 38e (pen.) · Kostas Fortounis 87e |     | 13e 90+4e (pen.) Dimitri Khlebosolov · 18e Oleg Patotski | Arbitrage : Paolo Valeri | Arbitrage : Paolo Valeri |
| 18h30        | (Rapport)                                            |     |                                                          | Arbitrage : Paolo Valeri | Arbitrage : Paolo Valeri |

| 1er septembre 2011 | Allemagne | 7-0 | Saint-Marin | Energieteam Arena (Paderborn)  |                                |
| 17h45              | Pierre-Michelle Lasogga 2e 43e · Lewis Holtby 41e · Peniel Mlapa 47e · Daniel Ginczek 63e · Alexander Esswein 66e · Maximilian Beister 74e |     |             | Arbitrage : Thorvaldur Árnason | Arbitrage : Thorvaldur Árnason |
| 17h45              | (Rapport) |     |             | Arbitrage : Thorvaldur Árnason | Arbitrage : Thorvaldur Árnason |

| 2 septembre 2011 | Biélorussie       | 1-1 | Bosnie-Herzégovine | Gorodskoi Stadion (Baryssaw) |                            |
| 16h30            | Igor Kuzmenok 16e |     | 14e Edin Višća     | Arbitrage : Oliver Drachta   | Arbitrage : Oliver Drachta |
| 16h30            | (Rapport)         |     |                    | Arbitrage : Oliver Drachta   | Arbitrage : Oliver Drachta |

| 2 septembre 2011 | Chypre    | 0-2 | Grèce                                                   | Dasaki Achnas (Famagouste) |                        |
| 18h00            |           |     | 14e (csc) Georgios Economides · 90+3e Apostolos Vellios | Arbitrage : Alan Black     | Arbitrage : Alan Black |
| 18h00            | (Rapport) |     |                                                         | Arbitrage : Alan Black     | Arbitrage : Alan Black |

| 6 septembre 2011 | Biélorussie | 0-1 | Allemagne             | Gorodskoi Stadion (Baryssaw)    |                                 |
| 18h15            |             |     | 29e Alexander Esswein | Arbitrage : Antonio Mateu Lahoz | Arbitrage : Antonio Mateu Lahoz |
| 18h15            | (Rapport)   |     |                       | Arbitrage : Antonio Mateu Lahoz | Arbitrage : Antonio Mateu Lahoz |

| 6 octobre 2011 | Grèce                  | 2-0 | Saint-Marin | Peristeri (Athènes)             |                                 |
| 17h00          | Charis Mavrias 24e 62e |     |             | Arbitrage : Vadims Direktorenko | Arbitrage : Vadims Direktorenko |
| 17h00          | (Rapport)              |     |             | Arbitrage : Vadims Direktorenko | Arbitrage : Vadims Direktorenko |

| 6 octobre 2011 | Allemagne                                                   | 3-0 | Bosnie-Herzégovine | Sportpark (Ingolstadt)    |                           |
| 20h00          | Peniel Mlapa 20e · Sebastian Neumann 40e · Lewis Holtby 88e |     |                    | Arbitrage : Anar Salmanov | Arbitrage : Anar Salmanov |
| 20h00          | (Rapport)                                                   |     |                    | Arbitrage : Anar Salmanov | Arbitrage : Anar Salmanov |

| 7 octobre 2011 | Chypre             | 1-3 | Biélorussie                                                                 | Rafael Group (Ammochostos)      |                                 |
| 14h30          | Nestor Mytidis 15e |     | 20e (csc) Andreas Christofides · 41e Oleg Patotski · 88eDimitri Khlebosolov | Arbitrage : Dimitar Meckarovski | Arbitrage : Dimitar Meckarovski |
| 14h30          | (Rapport)          |     |                                                                             | Arbitrage : Dimitar Meckarovski | Arbitrage : Dimitar Meckarovski |

| 10 octobre 2011 | Saint-Marin | 0-8 | Allemagne | Stadio Olimpico (Serravalle) |                              |
| 20h15           |             |     | 3e 5e 30e Peniel Mlapa · 20e Moritz Leitner · 45+1e Maximilian Beister · 58e 76e Alexander Esswein · 74e Daniel Ginczek | Arbitrage : Veaceslav Banari | Arbitrage : Veaceslav Banari |
| 20h15           | (Rapport)   |     | | Arbitrage : Veaceslav Banari | Arbitrage : Veaceslav Banari |

| 11 octobre 2011 | Bosnie-Herzégovine | 5-1 | Chypre                      | Stade Bilino Polje (Zenica)  |                              |
| 17h00           | Edin Višća 4e (pen.) · Nemanja Bilbija 18e · Goran Zakarić 25e · Marios Antoniades 41e (csc) · Miroslav Stevanović 68e |     | 56e (pen.) Andreas Pittaras | Arbitrage : Christof Dierick | Arbitrage : Christof Dierick |
| 17h00           | (Rapport) |     |                             | Arbitrage : Christof Dierick | Arbitrage : Christof Dierick |

| 11 octobre 2011 | Biélorussie       | 1-3 | Grèce                                                                     | Stade Gorodskoï (Baryssaw) |                           |
| 18h00           | Oleg Patotski 40e |     | 56e (csc) Andrei Lebedev · 67e Giannis Potouridis · 68e Apostolos Vellios | Arbitrage : Artyom Kuchin  | Arbitrage : Artyom Kuchin |
| 18h00           | (Rapport)         |     |                                                                           | Arbitrage : Artyom Kuchin  | Arbitrage : Artyom Kuchin |

| 11 novembre 2011 | Grèce                                                                         | 4 - 5 | Allemagne                                                              | Asteras Tripolis Stadium (Tripoli) |                          |
| 17h45            | Thanos Petsos 22e 62e · Kostas Fortounis 45+3e · Panagiotis Vlachodimos 90+3e |       | 28e 45+1e 90+5e Peniel Mlapa · 56e Alexander Esswein · 87e Stefan Bell | Arbitrage : Ruddy Buquet           | Arbitrage : Ruddy Buquet |
| 17h45            | (Rapport)                                                                     |       |                                                                        | Arbitrage : Ruddy Buquet           | Arbitrage : Ruddy Buquet |

| 11 novembre 2011 | Saint-Marin | 0 - 2 | Biélorussie                                         | Stadio Olimpico (Serravalle) |                           |
| 20h30            |             |       | 34e (pen.) Dmitri Khlebosolov · 54e Aleksandr Kugan | Arbitrage : Suren Baliyan    | Arbitrage : Suren Baliyan |
| 20h30            | (Rapport)   |       |                                                     | Arbitrage : Suren Baliyan    | Arbitrage : Suren Baliyan |

| 12 novembre 2011 | Chypre                                        | 2 - 1 | Bosnie-Herzégovine      | Dasaki Achnas (Famagouste)     |                                |
| 13h30            | Nestor Mytidis 66e · Slavko Brekalo 89e (csc) |       | 47e Miroslav Stevanović | Arbitrage : Yuriy Mozharovskyy | Arbitrage : Yuriy Mozharovskyy |
| 13h30            | (Rapport)                                     |       |                         | Arbitrage : Yuriy Mozharovskyy | Arbitrage : Yuriy Mozharovskyy |

| 14 novembre 2011 | Grèce     | 0 - 1 | Bosnie-Herzégovine | Asteras Tripolis Stadium (Tripoli) |                           |
| 16h00            |           |       | 67e Edin Višća     | Arbitrage : Radek Prihoda          | Arbitrage : Radek Prihoda |
| 16h00            | (Rapport) |       |                    | Arbitrage : Radek Prihoda          | Arbitrage : Radek Prihoda |

| 15 novembre 2011 | Chypre    | 0 - 3 | Allemagne                                                                 | Dasaki Achnas (Famagouste) |                          |
| 17h45            |           |       | 19e Pierre-Michelle Lasogga · 72e İlkay Gündoğan · 90e Maximilian Beister | Arbitrage : David Mckeon   | Arbitrage : David Mckeon |
| 17h45            | (Rapport) |       |                                                                           | Arbitrage : David Mckeon   | Arbitrage : David Mckeon |

| 29 février 2012 | Allemagne          | 1 - 0 | Grèce | Erdgas Sportpark (Halle)   |                            |
| 18h15           | Patrick Funk 45+1e |       |       | Arbitrage : Danny Makkelie | Arbitrage : Danny Makkelie |
| 18h15           | (Rapport)          |       |       | Arbitrage : Danny Makkelie | Arbitrage : Danny Makkelie |

| 29 février 2012 | Saint-Marin           | 1 - 2 | Chypre                                       | Stadio Olimpico (Serravalle) |                         |
| 20h30           | Manuel Battistini 48e |       | 42e Nicholas Killas · 93e Andreas Alkiviadou | Arbitrage : Enea Jorgji      | Arbitrage : Enea Jorgji |
| 20h30           | (Rapport)             |       |                                              | Arbitrage : Enea Jorgji      | Arbitrage : Enea Jorgji |

| 1er juin 2012 | Saint-Marin | 0 - 0 | Grèce | Stadio Olimpico (Serravalle) |                              |
| 20h30         |             |       |       | Arbitrage : Aleksandr Gauzer | Arbitrage : Aleksandr Gauzer |
| 20h30         | (Rapport)   |       |       | Arbitrage : Aleksandr Gauzer | Arbitrage : Aleksandr Gauzer |

| 1er juin 2012 | Bosnie-Herzégovine                                | 3 - 0 | Biélorussie | Stade de Grbavica (Sarajevo)  |                               |
|               | Nemanja Bilbija 52e 76e (pen.) · Milan Djurić 90e |       |             | Arbitrage : Ken Henry Johnsen | Arbitrage : Ken Henry Johnsen |
|               | (Rapport)                                         |       |             | Arbitrage : Ken Henry Johnsen | Arbitrage : Ken Henry Johnsen |

| 6 juin 2012 | Bosnie-Herzégovine                                            | 3 - 1 | Saint-Marin           | Stade Asim Ferhatović Hase (Sarajevo) |                            |
| 17h00       | Muhamed Bešić 4e · Milan Djurić 54e · Miroslav Stevanović 75e |       | 56e Manuel Battistini | Arbitrage : Clayton Pisani            | Arbitrage : Clayton Pisani |
| 17h00       | (Rapport)                                                     |       |                       | Arbitrage : Clayton Pisani            | Arbitrage : Clayton Pisani |

| 15 août 2012 | Biélorussie | 0 - 3 | Chypre |  |  |
|              |             |       |        |  |  |

| 7 septembre 2012 | Allemagne | 3 - 0 | Biélorussie |  |  |
|                  |           |       |             |  |  |

| 7 septembre 2012 | Bosnie-Herzégovine | 4 - 0 | Grèce |  |  |
|                  |                    |       |       |  |  |

| 10 septembre 2012 | Biélorussie | 1 - 0 | Saint-Marin |  |  |
|                   |             |       |             |  |  |

| 10 septembre 2012 | Grèce | 1 - 0 | Chypre |  |  |
|                   |       |       |        |  |  |

| 10 septembre 2012 | Bosnie-Herzégovine | 4 - 4 | Allemagne |  |  |
|                   |                    |       |           |  |  |